# Драгованя Вас
Драгованя Вас (словен. Dragovanja vas) — поселення в общині Чрномель, Південно-Східна Словенія, Словенія. Висота над рівнем моря: 167,5 м.